# Kościół św. Jadwigi Śląskiej w Zieleniewie
Kościół św. Jadwigi Śląskiej w Zieleniewie – katolicki kościół parafialny zlokalizowany we wsi Zieleniewo w gminie Bierzwnik, w powiecie choszczeńskim (województwo zachodniopomorskie).

## Historia i architektura
Kościół został wzniesiony w 1905 roku w miejscu wcześniejszego, średniowiecznego kościoła, z wykorzystaniem pochodzącego z rozbiórki materiału. Murowana z kamienia, neogotycka budowla sytuowana jest na planie prostokąta. Nawę nakrywa dwuspadowy dach. Od strony wschodniej znajduje się niewielkie, wyodrębnione z nawy prezbiterium, zamknięte prostą ścianą. Do elewacji zachodniej dostawiona jest czworoboczna wieża z niewielkimi otworami okiennymi w elewacji, nakryta czterospadowym dachem z niewielkim hełmem. 
Wewnątrz kościoła zachowały się XIX-wieczne ławki i chrzcielnica oraz umieszczona na zachodniej ścianie empora chórowa. W oddzielonym łukiem tęczowym prezbiterium znajdują się trzy ostrołukowe okna z witrażami przedstawiającymi Chrystusa, św. Jadwigę Śląską i Mojżesza.
Po II wojnie światowej kościół został konsekrowany jako świątynia katolicka w dniu 14 października 1945 roku.